# 경위

경위의 계급장

경위(警衛, Inspector)는 경찰관 계급 중 하나로, 경사의 위, 경감의 아래로 초급간부에 속한다.
6급(을)에 해당하며, 소방관의 소방위, 국군의 소위~소령 사이에 대응한다.
경찰간부후보생으로 1년간의 경찰대학교에서 합숙교육을 마치면 바로 경위로 임관한다.
경찰공무원 중에서 소방공무원을 보하던 때에는 소방경위 계급이 따로 존재하였다.
경찰관들은 경위 계급의 사람에게 보통 주임이라고 호칭한다. (ex. 김주임님)

## 보직
| - 경찰청, 시•도경찰청, 경찰서, 기동대 - 수사부서의 팀장 및 반장 혹은 팀원 (일명 형사) - 교통부서의 외근팀장 및 팀원(교통경찰) - 각종 경찰 내근, 민원업무 부서의 실무자(주임) 3급 및 일부 경찰서 계장 - 경찰서 소속 지구대, 파출소의 팀장 혹은 팀원 (팀원으로 점차 바뀌는 추세) - 시•도경찰청 소속 기동대의 팀장 혹은 부팀장 - 경찰청 및 시•도경찰청 실무주임 | - 해양경찰청 팀장 | 자치경위 |  |

### 자치경위

제주자치경위의 계급장

## 같이 보기
- 형사